# BBÖ 81
Die Dampflokomotivreihe BBÖ 81 war eine Güterzug-Schlepptenderlokomotivreihe der Österreichischen Bundesbahnen (BBÖ).

## Geschichte
Mit dem Einsatz von 20-t-Güterwagen konnten 1,600 t schwere Kohlenzüge aus den mährisch-schlesischen Kohlengebieten gebildet werden. Dafür waren die Lokomotivreihen 329, 429 und 170 zu schwach und zu langsam. Die Reihe 380 wäre dazu in der Lage gewesen, allerdings erachtete man eine Vier-Zylinder-Verbundlokomotive dafür als sowohl in der Herstellung als auch im Betrieb zu teuer.
Johann Rihosek, der Nachfolger Karl Gölsdorfs, entwarf daher 1916 eine 1’E-Zwillingslokomotive, wobei er die bewährte Kesselbauart der Reihen 380 und 470 wiederverwendete. Die wegen des Ersten Weltkrieges erst 1920 von der Wiener Neustädter Lokomotivfabrik gelieferte 81.01 hatte einen Kobelkamin.
Die Serienlokomotiven erhielten dann einen „normalen“ Kamin, höhere Dome, um einen größeren Dampfraum zu schaffen, und einen Speisewasservorwärmer, wobei mehrere Varianten versucht wurden.
Die letzten 18 Exemplare (81.4) erhielten Lentz-Ventilsteuerung, Dabeg-Mischvorwärmer und zum Teil (vier Stück) Kleinrohrüberhitzer, wodurch die Überhitzerfläche auf 92,4 m² und die Anzahl der Rauchrohre von 24 auf 132 stieg.
Da mit dem Auseinanderbrechen der Monarchie das vorgesehene Einsatzgebiet der 81er nicht mehr in Österreich lag, wurden sie im Güterzugdienst auf der Westbahn, auf der Gesäusestrecke und auf den Alpenstrecken eingesetzt.
Teilweise ersetzten sie sogar die 380er im Schnellzugdienst.

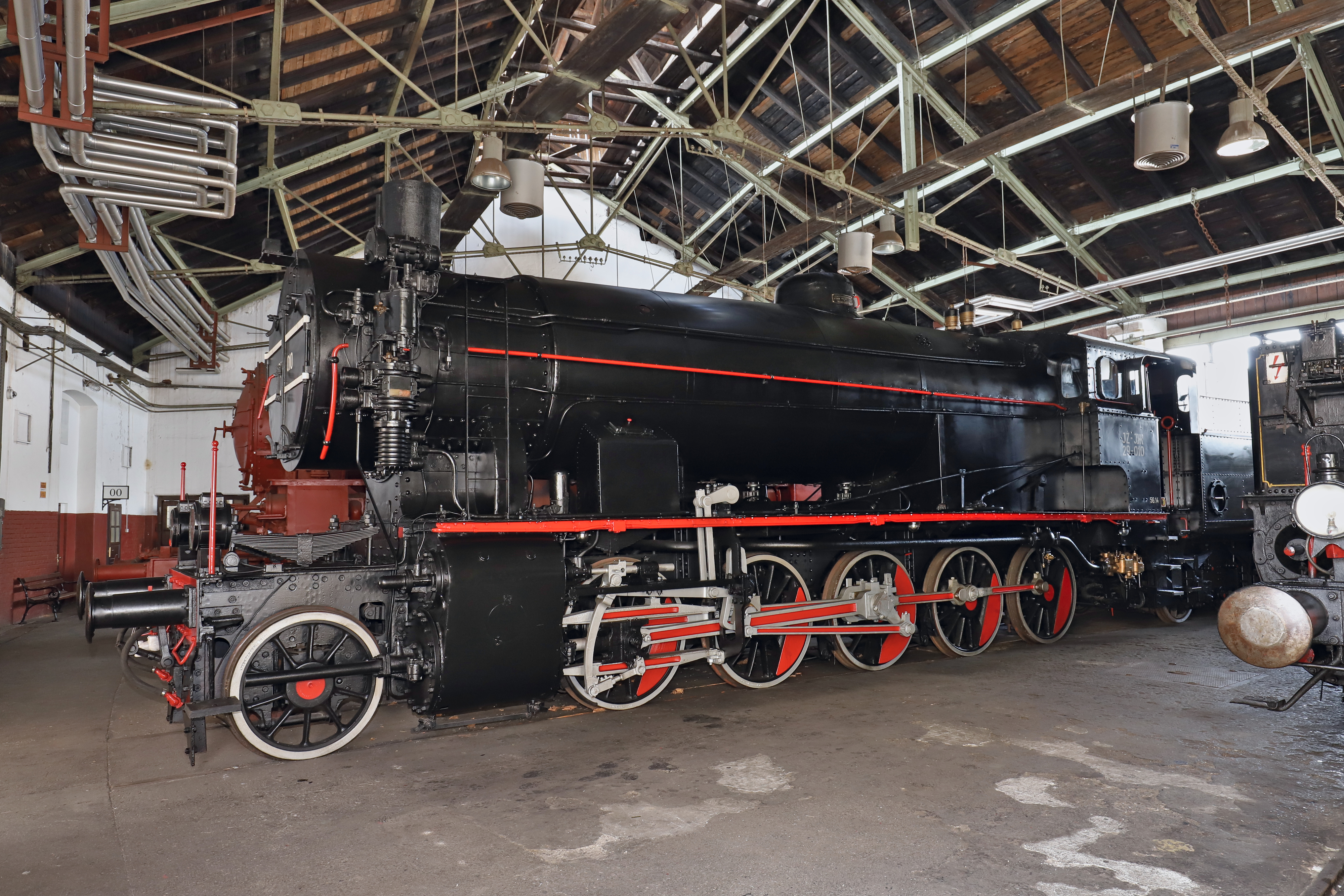
29-010 im Eisenbahnmuseum Ljubljana

Die Železnice Kraljevine Srba, Hrvata i Slovenaca (SHS, Eisenbahnen des Königreichs der Serben, Kroaten und Slowenen) beschafften 1921 in Wiener Neustadt zehn Maschinen der Reihe 81 und nummerierten sie als 81.001–010. 1933 erhielten diese Maschinen bei den Jugoslawischen Staatsbahnen (JDŽ) die Bezeichnung 29-001–010.
1938 kamen alle 73 Stück der BBÖ zur Deutschen Reichsbahn, die sie als 58 701–769 und 58 771-774 einordnete. Bedingt durch ihr Einsatzgebiet während des Zweiten Weltkrieges verblieben 17 Stück bei den JDŽ, die sie als 29-011–27 bezeichneten.
In Österreich blieben nach Kriegsende der ÖBB 53 Stück, die sie unter Beibehaltung von Reihen- und Ordnungsnummern in ihren Bestand aufnahm. Da sie schwächer und langsamer als die Kriegslokomotive der DR-Baureihe 52 waren, wurden sie bis 1961 ausgemustert.
Erhalten geblieben sind die JDŽ 29-010 (Slowenisches Eisenbahnmuseum, Ljubljana) und die ÖBB 58.744 (Eisenbahnmuseum Strasshof).